# Synagoga w Orli
Synagoga w Orli – murowana synagoga z XVIII w. znajdująca się w Orli w centrum wsi, wpisana do rejestru zabytków nieruchomych województwa podlaskiego. 
Jest najlepiej zachowaną synagogą w powiecie bielskim.

## Historia
Synagoga została zbudowana w miejscu drewnianej w kilku etapach. Zręby ścian sali męskiej, kolumnowe podpory i zachodni przedsionek z babińcem na piętrze są datowane na 3 ćwierć XVII w. Po zniszczeniach w czasie wojen szwedzkich była kilkakrotnie przebudowywana i rozbudowywana. Na przełomie XVII/XVIII wieku podwyższono ściany i zasklepiono salę modlitw. Dobudowano od strony zachodniej galerię z dwustronnymi schodami na piętro. Synagoga została przebudowana na przełomie XVIII i XIX w. Zmieniono rozstaw słupów w sali głównej i układ sklepień, który pozostał do dzisiaj.  W 1 połowie XIX w. przebudowano elewację w stylu klasycystycznym oraz dobudowano parterową przybudówkę, mieszczącą babiniec.  Z tego okresu pochodził prawdopodobnie okazały, pięciokondygnacyjny aron ha-kodesz i polichromie o motywach roślinno-zwierzęcych. W 1878 remontowana po pożarze. Podczas I wojny światowej synagoga została przejęta i zaadaptowana na potrzeby szpitala wojskowego. .
W czasie II wojny światowej w 1941 zdewastowana i użytkowana przez niemieckiego okupanta jako magazyn. Po wojnie rozebrano dwa boczne babińce, a synagoga dalej użytkowana była w celach gospodarczych – mieścił się tutaj nadal magazyny, w których trzymano owoce i nadal popadała w ruinę. 24 lutego 1953 obiekt wpisano do wojewódzkiego rejestru zabytków nieruchomych.
W latach 80. przeprowadzono częściowy remont elewacji zewnętrznych wg. stanu z połowy XIX w., budynek pokryto nowym dachem, odbudowano babińce, wymieniono stolarkę okienną i założono miedziane rynny.
Przez wiele lat istniały koncepcje, aby w synagodze urządzić dom kultury lub inną placówkę kulturalną. Ze względu na brak środków finansowych plany spełzły na niczym. W latach 90. XX w. wykonano ogrodzenie. W 2000 plac przed synagogą wybrukowano. Właścicielem synagogi od 2010 jest Fundacja Ochrony Dziedzictwa Żydowskiego.
W sierpniu 2011 nieznani sprawcy wymalowali na murach synagogi antysemickie hasła i swastyki. Miejscowe władze usunęły graffiti w ciągu 24 godzin.
Synagoga została wpisana na listę 7 najbardziej zagrożonych obiektów dziedzictwa kulturowego w Europie na rok 2025.

### Legenda
Z synagogą była związana legenda, która mówi że synagoga była pierwotnie zborem kalwińskim, który Żydzi chcieli kupić od Radziwiłłów. Tak długo ich prosili, aż uzyskali zgodę, jednakże pod warunkiem zebrania w ciągu godziny zapłaty 10 000 grosików. Warunek został spełniony, a budowla stała się ich własnością. Jest to tylko legenda.

## Architektura
Murowany budynek synagogi wzniesiono na planie prostokąta w stylu klasycystycznym z elementami późnobarokowymi. Z zewnątrz na fasadzie głównej znajduje się trójkątny fronton z fryzem, wsparty na dwóch kolumnach. Między nim znajduje się wąski otwór wejściowy, nad którym był dawniej hebrajski napis: "Jakimże lękiem napawa to miejsce! Nic tu innego tylko Dom Boży".
We wnętrzu w obszernej o wymiarach 15,5 x 14,0 m, obniżonej w stosunki do sieni o trzy stopnie i prostokątnej głównej sali modlitewnej znajdują się cztery okrągłe słupy, które dzielą wnętrze na dziewięć pól. Na nich i na odpowiadających im pilastrach naściennych rozpięte są gurty, na których spoczywa dziewięć sklepień krzyżowych.
Drewniana Aron ha-kodesz wypełniał całe środkowe przęsło ściany wschodniej, pięciokondygnacyjny z nadstawą, wieloprzęsłowy, zwężający się ku górze przez redukcję liczby przęseł wydzielonych zdwojonymi kolumienkami. Szersze, środkowe przęsło w kondygnacji pierwszej mieściło szafę na rodały, w drugiej Tablice Przykazań, w trzeciej ręce w geście błogosławieństwa. W nadstawie dwugłowy orzeł z rozpostartymi skrzydłami w owalnym obramieniu.
Nie zachowało się dawne oryginalne wyposażenie. Jedynie na wschodniej ścianie zachowały się pozostałości rzeźbionej i polichromowanej wnęki po Aron ha-kodesz. Na ścianach i sklepieniach liczne pozostałości barokowych malowideł przedstawiających głównie motywy zwierzęce i roślinne. Na środku zachowały się również cztery kolumny, między którymi dawniej stała bima.
Bryła główna przekryta dachem dwuspadowym, od zachodu z łamanym szczytem. Wejście główne zaakcentowano portalem o dwóch półkolumnach niosących podwójne belkowanie zwieńczone trójkątnym tympanonem. Dachy bocznych przybudówek pulpitowe, zamknięte od zachodu ścianami ekranowymi z portalami mniejszymi od portalu głównego.

## Galeria

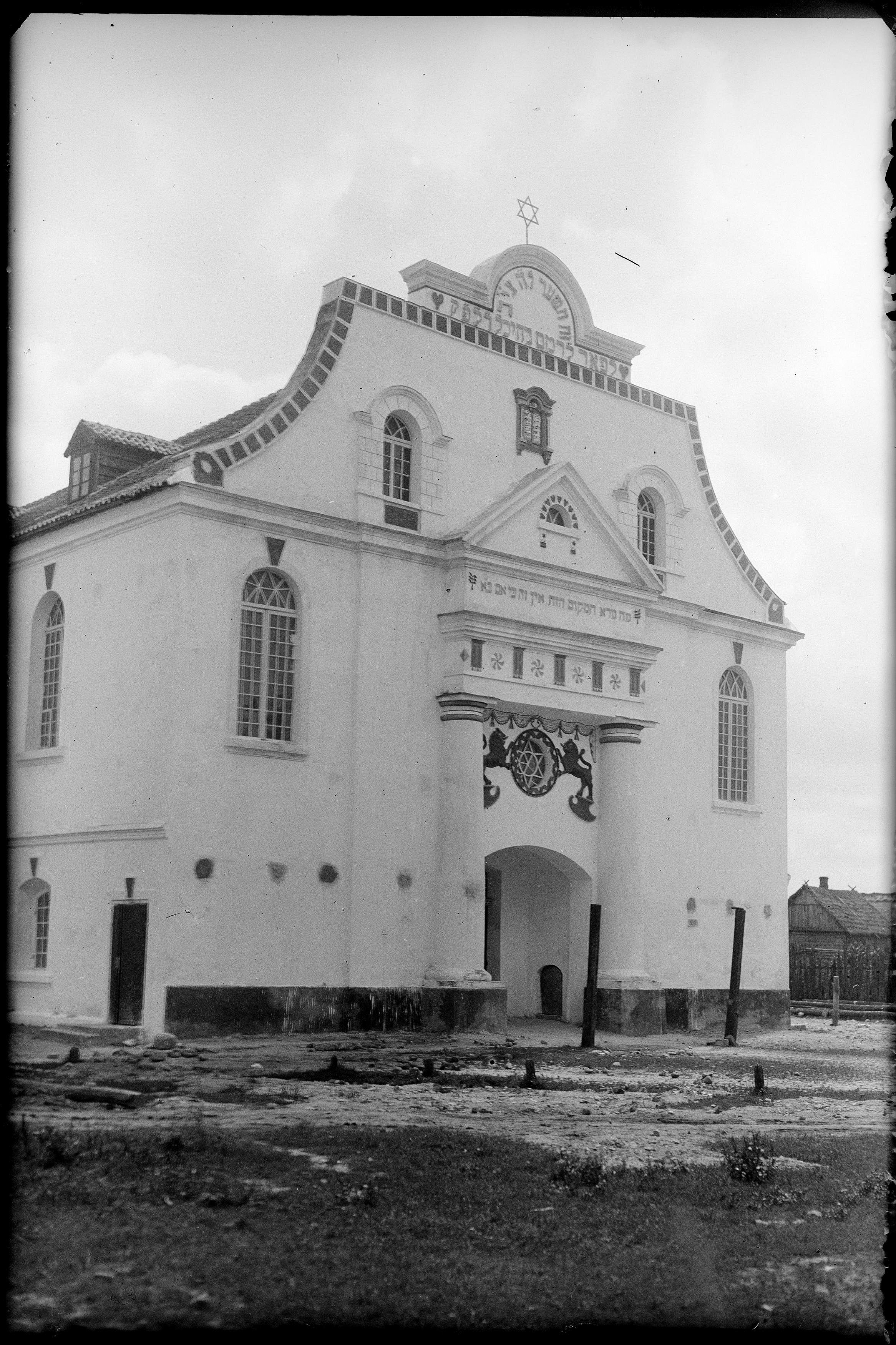
Synagoga w 1932
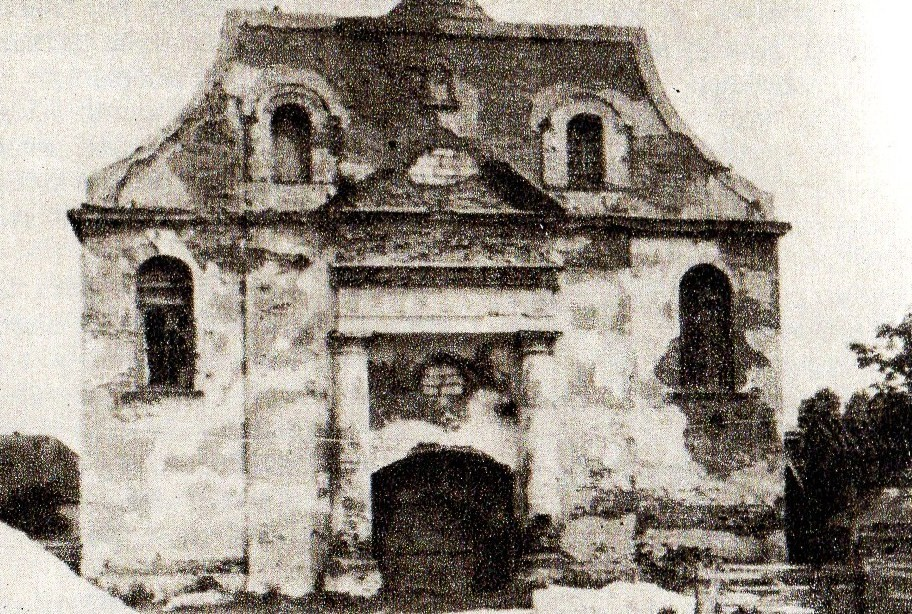
Stan w 1988
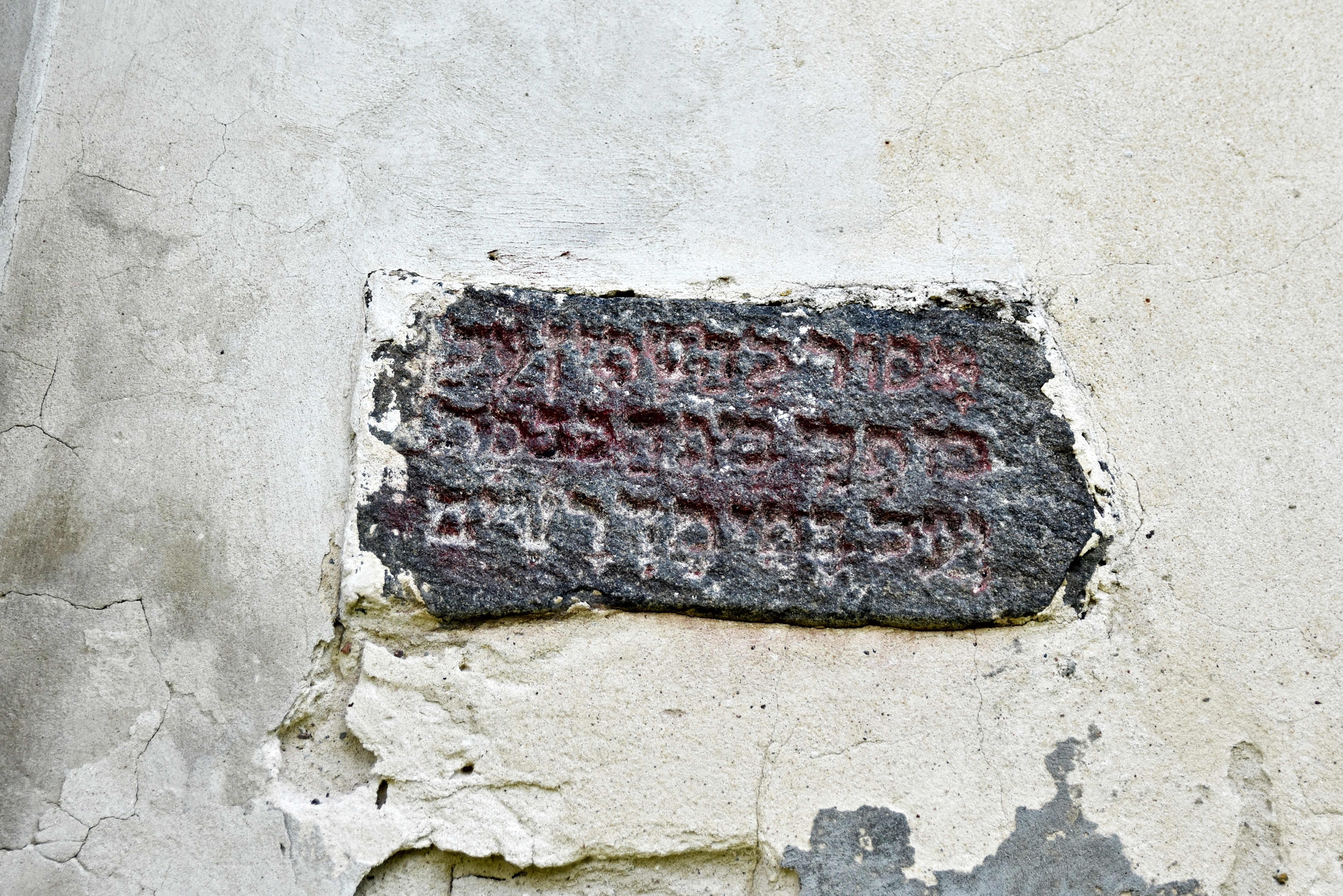
Inskrypcja na murze (2019)
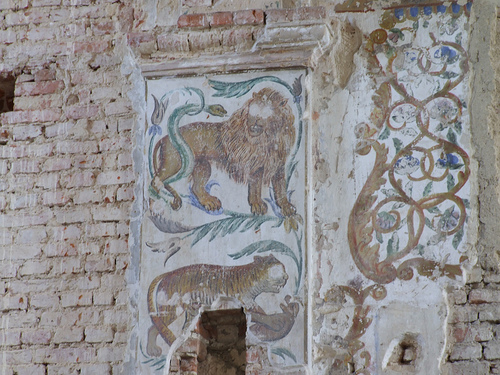
Malowidła (2006)
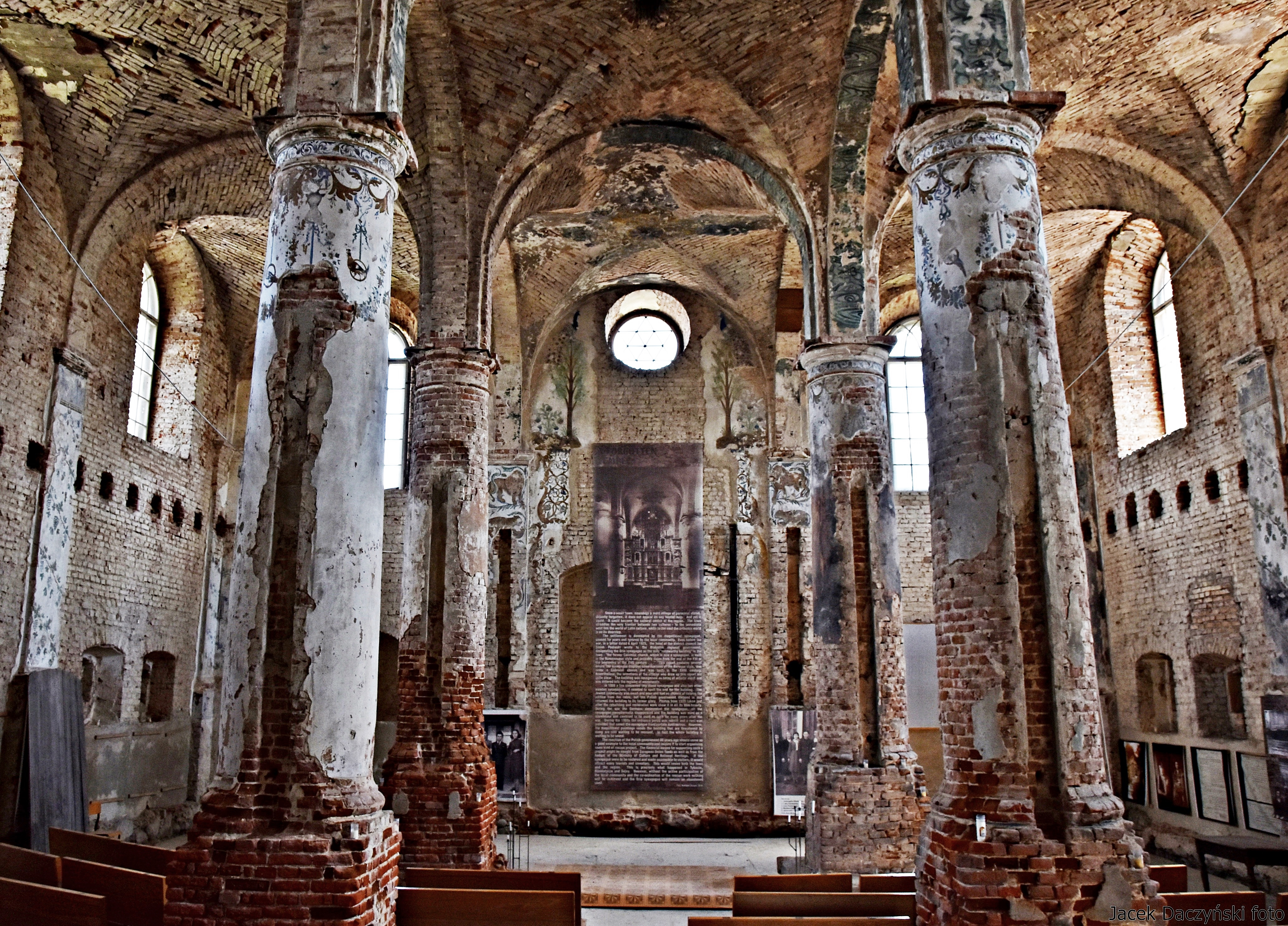
Wnętrze (2019)
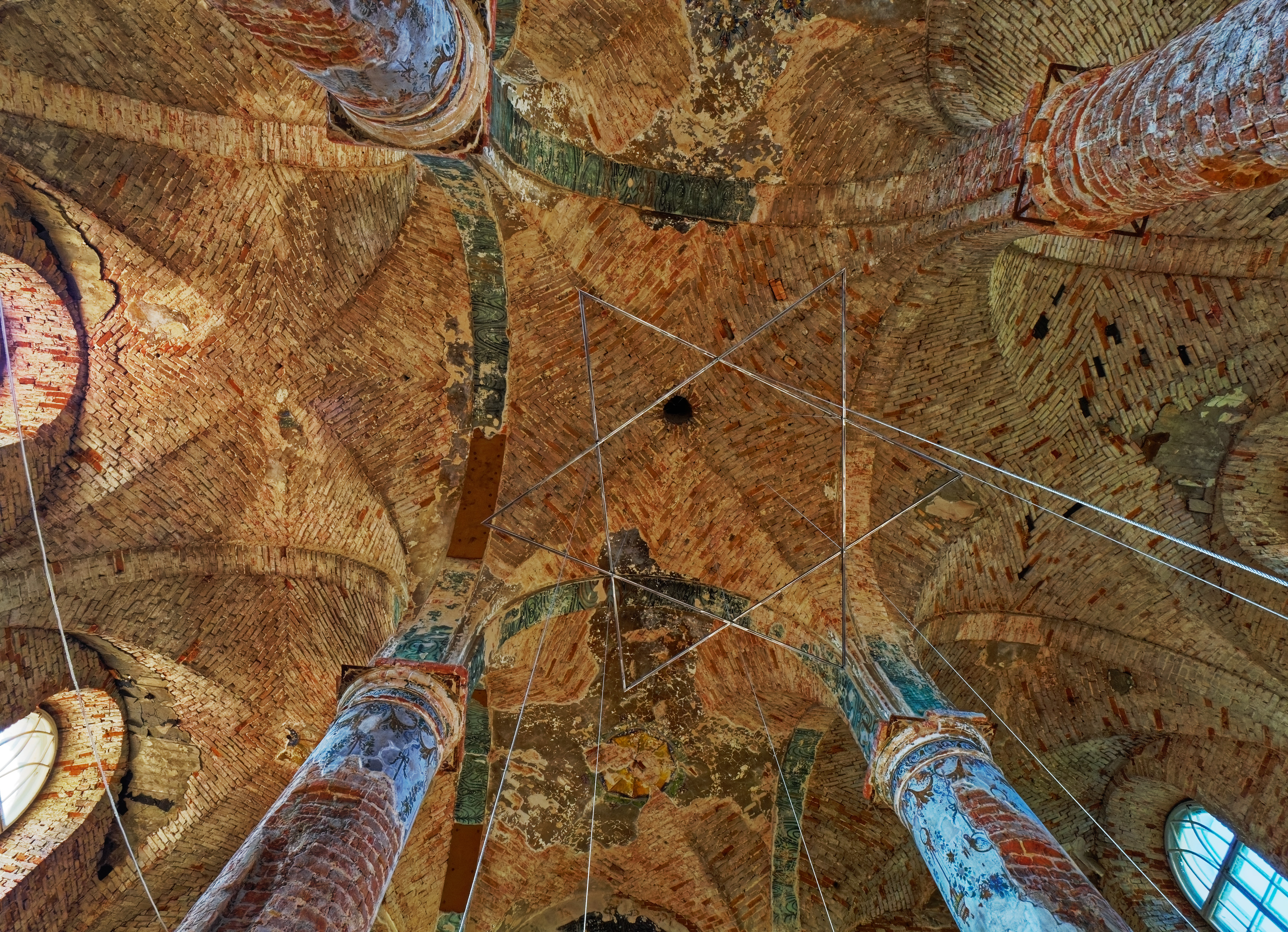
Sklepienie (2021)